# 진영이
"진영이"(I'm Jin-young)는 한국에서 제작된 이성은 감독의 2006년 드라마 영화이다. 변민경 등이 주연으로 출연하였다.

## 출연

### 주연
- 변민경
- 이민아
- 김영선

## 기타
- 촬영부: 장진호
- 조명: 박호진
- 녹음: 추경엽
- 믹싱: 이정우
- 미술: 강승원